# Grafický prvek
Grafickým prvkem je v informatice myšlen virtuální objekt, který slouží k vykreslení (resp. zobrazení) nejméně 1 pixelu na displej, nejčastěji pomocí grafické karty. Obecně však grafický prvek označuje tlačítka, ikony, obrázek a jiné grafické prvky tvořící dohromady grafické uživatelské rozhraní (GUI).

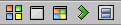
Ukázka jednoduchého grafického rozhraní, kde jsou jasně patrné některé grafické prvky, jako ku příkladu ikony

## Příklady
- Tlačítka
- Pozadí oken či plochy
- Efekty
- Miniatury a ikony
- Dekorace oken